# International Seismological Summary
El International Seismological Summary (ISS, Resumen Sismológico Internacional) es un catálogo de terremotos para el periodo desde 1918 hasta 1963. Fue sucedido por los boletines del International Seismological Centre, publicados desde 1964.
Contiene hipocentros y los tiempos de llegada de las distintas fases utilizadas en las localizaciones. No lista amplitudes o períodos. A diferencias de los del International Seismological Center, sólo existen en formato de papel, y no digital, aunque un proyecto de conversión en marcha.